# Elaeagnus montana
Elaeagnus montana — вид квіткових рослин з родини маслинкових (Elaeagnaceae). Поширення: Центральна та Південна Японія.

## Біоморфологічна характеристика
Це густо розгалужений листопадний кущ, який може виростати до 400 см заввишки. Яйцеподібно-еліпсоїдний плід має довжину близько 1 см і містить одне велике насіння.

## Використання
Фрукти вживають сирими або вареними. Насіння вживають сирими або вареними. Його можна їсти разом з плодом, хоча насіннєва оболонка досить волокниста. Плоди багатьох представників цього роду є дуже багатим джерелом вітамінів і мінералів, особливо вітамінів A, C та E, флаваноїдів та інших біологічно активних сполук. Вони також є досить хорошим джерелом незамінних жирних кислот, що досить незвично для фрукта.
Це чудова рослина-компаньйон; вирощена в садах, вона може збільшити врожайність фруктових дерев до 10%.

## Галерея

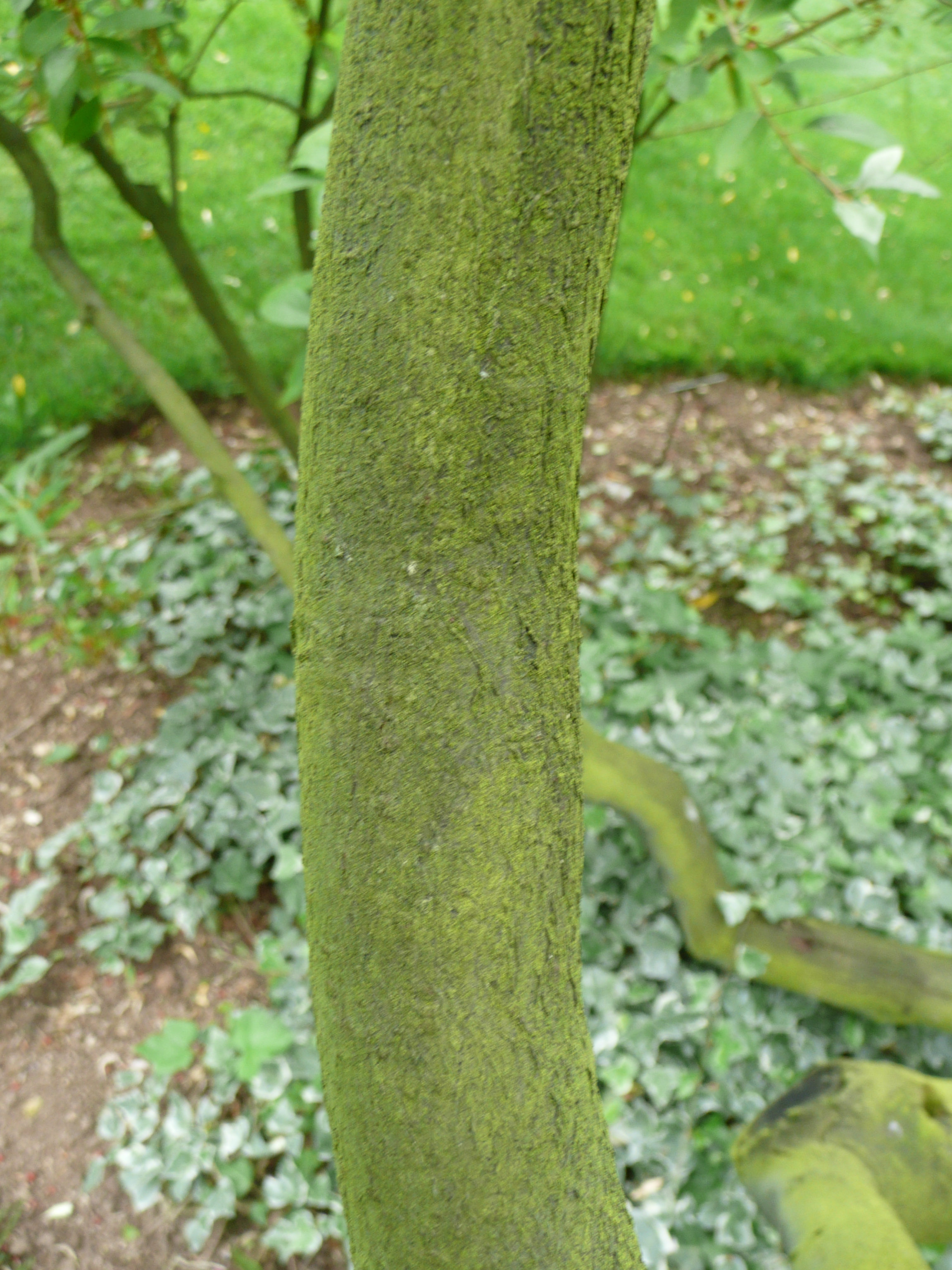
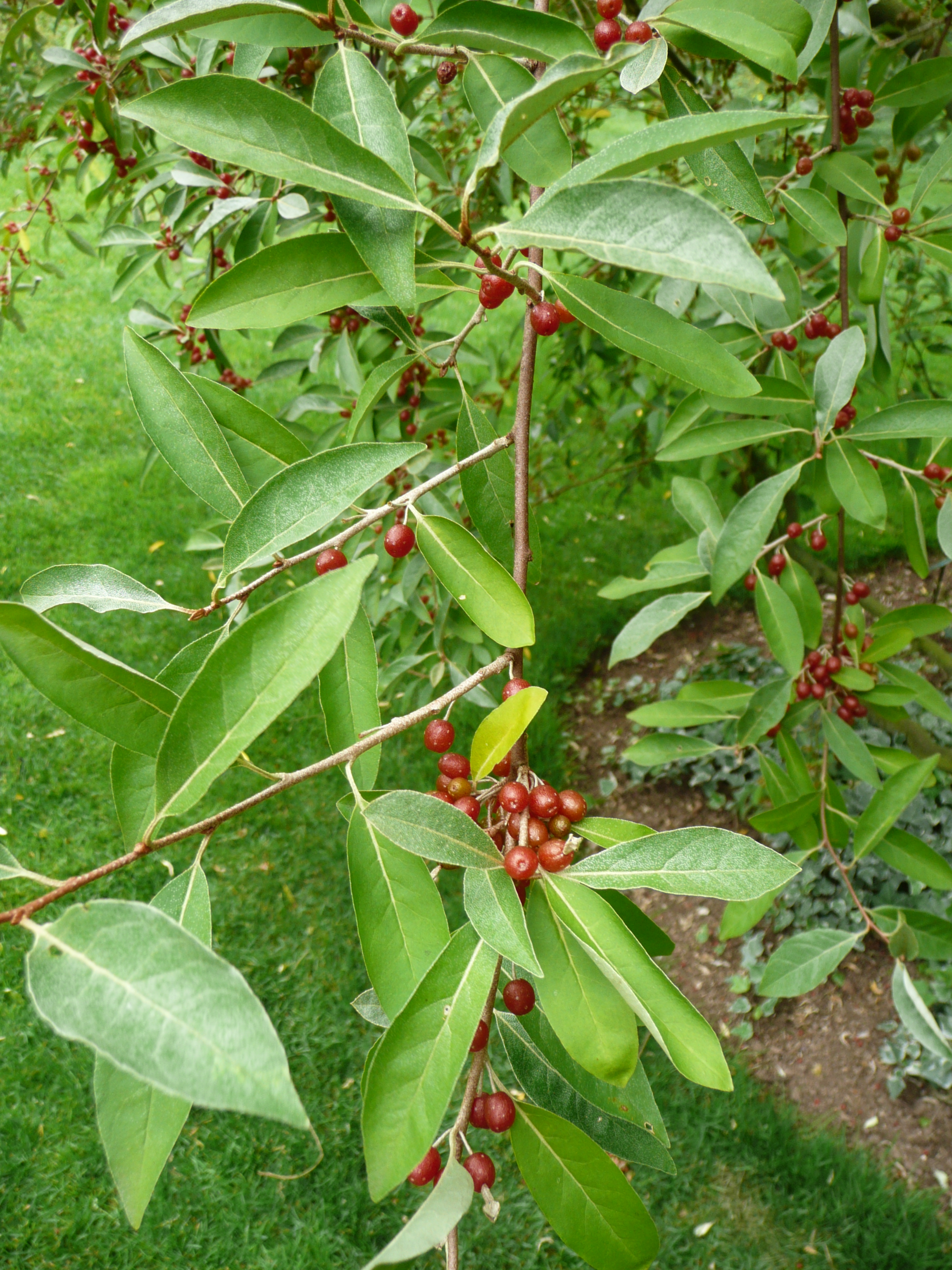